# Reprezentacja Estonii w piłce siatkowej mężczyzn
Reprezentacja Estonii w piłce siatkowej mężczyzn – zespół reprezentujący ten kraj na arenie międzynarodowej.

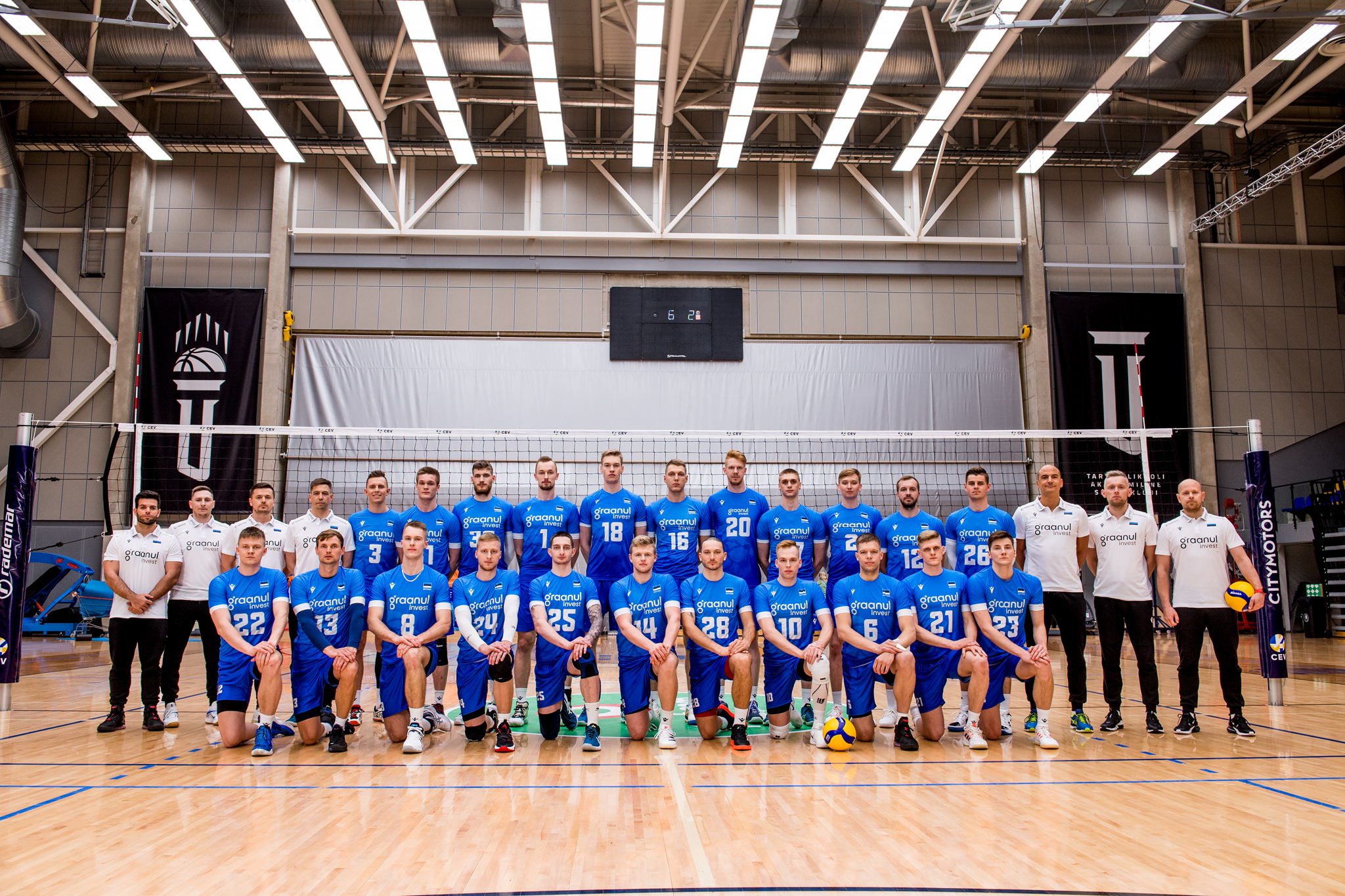
Reprezentacja Estonii na zgrupowaniu w maju 2022 roku

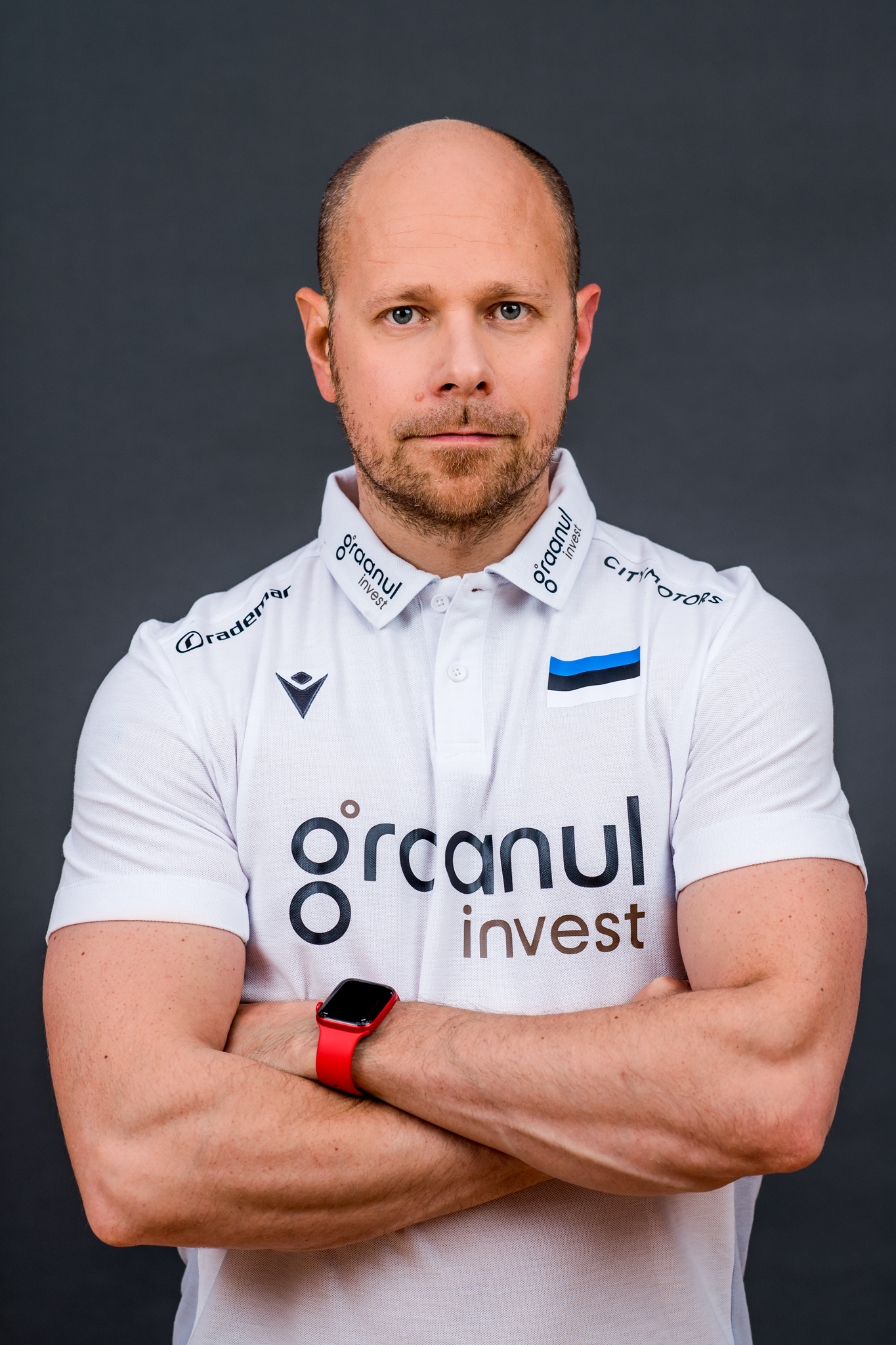
Alar Rikberg trenerem reprezentacji Estonii od 2022 roku

W VI Memoriale Huberta Jerzego Wagnera w 2008 roku zajęli 2. miejsce, przegrywając tylko z Polską. Estończycy w 2009 roku wywalczyli awans na Mistrzostwa Europy w Turcji. W eliminacjach do Mistrzostw Europy pokonali sensacyjnie ówczesnych wicemistrzów świata (reprezentację Polski) na swoim parkiecie i zajęli pierwsze miejsce w grupie. Na mistrzostwach zajęli ostatnie miejsce w grupie, przegrywając wszystkie mecze. Mimo odległej, 14 lokaty, było to bardzo duże osiągnięcie.
W 2011 roku w eliminacjach do Mistrzostw Europy zajęli drugie miejsce w grupie, co umożliwiło im dalszą grę w barażach, gdzie zdobyli awans dwukrotnie pokonując reprezentację Holandii.

## Rozgrywki międzynarodowe
Mistrzostwa Europy:
- 2009 – 14. miejsce
- 2011 – 12. miejsce
- 2015 – 11. miejsce
- 2017 – 13. miejsce
- 2019 – 24. miejsce
- 2021 – 20. miejsce
- 2023 – 22. miejsce

Liga Europejska:
- 2005 – 8. miejsce
- 2006 – 8. miejsce
- 2015 – 4. miejsce
- 2016 – 1. miejsce
- 2018 – 1. miejsce
- 2019 – 4. miejsce
- 2021 – 3. miejsce
- 2022 – 5. miejsce
- 2023 – 7. miejsce

Memoriał Huberta Jerzego Wagnera:
- 2008 – 2. miejsce